# Hertog van Beaufort

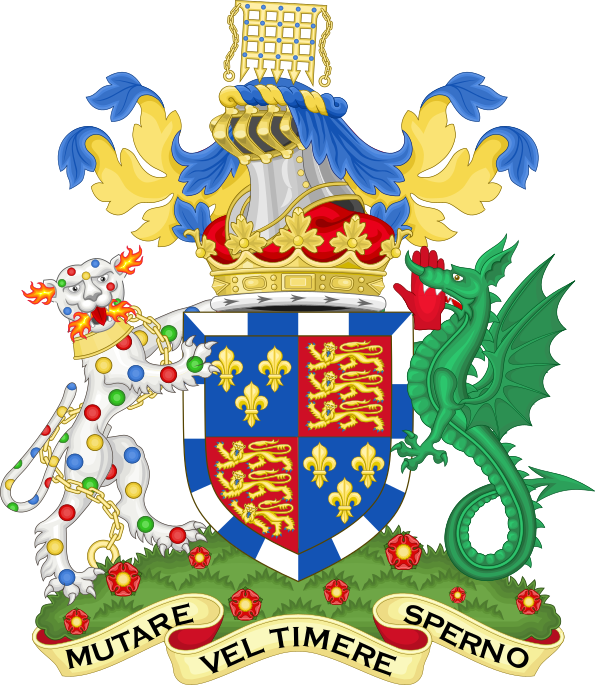
Wapen van de hertog van Beaufort

Hertog van Beaufort (Engels: Duke of Beaufort) is een Engelse adellijke titel. 
De titel hertog van Beaufort werd gecreëerd in 1682 door Karel II voor Henry Somerset, 3e Markies van Worcester. Deze was een afstammeling van een bastaardzoon van Henry Beaufort, 3e hertog van Somerset. De familie, die de titel nog steeds bezit, is daarmee eigenlijk een bastaardtak van het huis Plantagenet.
De oudste zoon van de hertog heeft de titel Markies van Worcester.

## Hertog van Beaufort (1682)
- Henry Somerset, 1e hertog van Beaufort (1682-1700)
- Henry Somerset, 2e hertog van Beaufort (1700-1714)
- Henry Scudamore, 3e hertog van Beaufort (1714-1745)
- Charles Somerset, 4e hertog van Beaufort (1745-1756)
- Henry Somerset, 5e hertog van Beaufort (1756-1803)
- Henry Somerset, 6e hertog van Beaufort (1803-1835)
- Henry Somerset, 7e hertog van Beaufort (1835-1853)
- Henry Somerset, 8e hertog van Beaufort (1853-1899)
- Henry Somerset, 9e hertog van Beaufort (1899-1924)
- Henry Somerset, 10e hertog van Beaufort (1924-1984)
- David Somerset, 11e hertog van Beaufort (1984-2017)
- Henry Somerset, 12e hertog van Beaufort (2017-)